# Club Drive
Club Drive is een videospel dat werd ontwikkeld en uitgegeven door Atari Corporation. Het spel kwam in 1994 uit voor het platform Atari Jaguar. Het spel is een autoracespel. Er zijn verschillende levels, zoals spookstad, San Francisco en een groot huis.

## Ontvangst
Het spel werd matig ontvangen:
| Beoordeeld door                      | Jaar | Score |
| ------------------------------------ | ---- | ----- |
| GameFan Magazine                     | 1994 | 66%   |
| ST-Computer                          | 1995 | 60%   |
| GamePro (US)                         | 1995 | 60%   |
| MAN!AC                               | 1994 | 39%   |
| Game Players                         | 1995 | 35%   |
| Video Games & Computer Entertainment | 1995 | 30%   |
| Just Games Retro                     | 2007 | 20%   |
| Atari HQ                             | 2002 | 20%   |
| neXGam                               | 2002 | 18%   |
| The Video Game Critic                | 2001 | 0%    |